# Вулиця Селекціонерів (Київ)
Ву́лиця Селекціоне́рів — вулиця в Голосіївському районі міста Києва, місцевість Феофанія. Пролягає від Планетної вулиці до вулиці Якова Степового.

## Історія
Виникла в середині XX століття, мала назву Райдужна вулиця. Сучасна назва — з 1958 року.